# Die Rote Fahne
Crvena zastava su nemačke novine koje su 9. novembra 1918. godine osnovali Karl Libkneht i Roza Luksemburg u Berlinu, prvobitno kao organ levog krila revolucionara Spartakističke lige. Nakon osnivanja Komunističke partije Nemačke, 1. 1. 1919, te novine su postale njeno osnovno glasilo, sve do 1945. Postale su zabranjene nakon kraja Vajmarske republike i paljenja Rajhstaga 1933, te su tajno distribuirane tokom nacističke diktature od strane ilegalnih grupa bliskih Komunističkoj partiji sve do 1942.
Do 1970-ih, nekoliko različitih levo orijentisanih socijalističkih grupa ili manjih partija pokušalo je da ponovo objavi Crvenu zastavu. Danas, bar dve internet publikacije koriste ovo ime, a svaki od njih tvrdi da je naslednik istorijskih novina.

## Literatura
- Flechtheim, Ossip K. (1948). Die KPD in der Weimarer Republik. Offenbach. стр. 39—41. ISBN.

## Spoljašnje veze
- [http://www.udo-leuschner.de/zeitungsgeschichte/kpd/rotefahne.htm